# Valdez, Colorado
Valdez är en så kallad census-designated place i Las Animas County i Colorado. Vid 2010 års folkräkning hade Valdez 47 invånare.